# Antonio García Navajas
Antonio García Navajas (Posadas, 1958. március 8. –) válogatott spanyol labdarúgó, hátvéd.

## Pályafutása

### Klubcsapatban
A Linares korosztályos csapatában kezdte a labdarúgást. 1976 és 1979 között a Burgos, 1979 és 1982 között a Real Madrid labdarúgója volt. A Real Madriddal egy-egy spanyol bajnoki címet és kupagyőzelmet ért el. Tagja volt az 1980–81-es idényben BEK-döntős csapatnak. 1982 és 1986 között a Real Valladolid, 1986–87-ben a Rayo Vallecano játékosa volt. 1987–88-ban a Poli Almería csapatában fejezte be az aktív labdarúgást.

### A válogatottban
1979-ben egy alkalommal szerepelt a spanyol válogatottban.

## Sikerei, díjai
Real Madrid
- Spanyol bajnokság (La Liga)
  - bajnok: 1979–80
- Spanyol kupa (Copa del Rey)
  - győztes: 1982
- Bajnokcsapatok Európa-kupája (BEK)
  - döntős: 1980–81

 Real Valladolid
- Spanyol ligakupa (Copa de la Liga)
  - győztes: 1984

## Statisztika

### Mérkőzése spanyol válogatottban
| Spanyolország | Spanyolország      | Spanyolország                    | Spanyolország | Spanyolország | Spanyolország | Spanyolország | Spanyolország | Spanyolország |
| #             | Dátum              | Helyszín                         | Hazai         | Eredmény      | Vendég        | Kiírás        | Gólok         | Esemény       |
| ------------- | ------------------ | -------------------------------- | ------------- | ------------- | ------------- | ------------- | ------------- | ------------- |
| 1.            | 1979. november 14. | Cádiz, Estadio Ramón de Carranza | Spanyolország | 1 – 3         | Dánia         | barátságos    | -             |               |
|               | Összesen           |                                  |               | 1             | mérkőzés      |               | 0             | gól           |